# Ruta 154 (Chile)
La Ruta 154 es una carretera chilena que comunica las ciudades de Concepción y Talcahuano. La ruta está concesionada por la Autopista Concepción-Talcahuano.
El 19 de febrero de 2009, el Ministerio de Obras Públicas declaró esta ruta como camino nacional entre Concepción y Talcahuano, asignándole el rol 154.